# ناتئ سريري أوسط
الناتئان السريريان الأوسطان هما بروزان يكملان الحد الأمامي للسرج التركي في العظم الوتدي.